# Kasteel Borluut

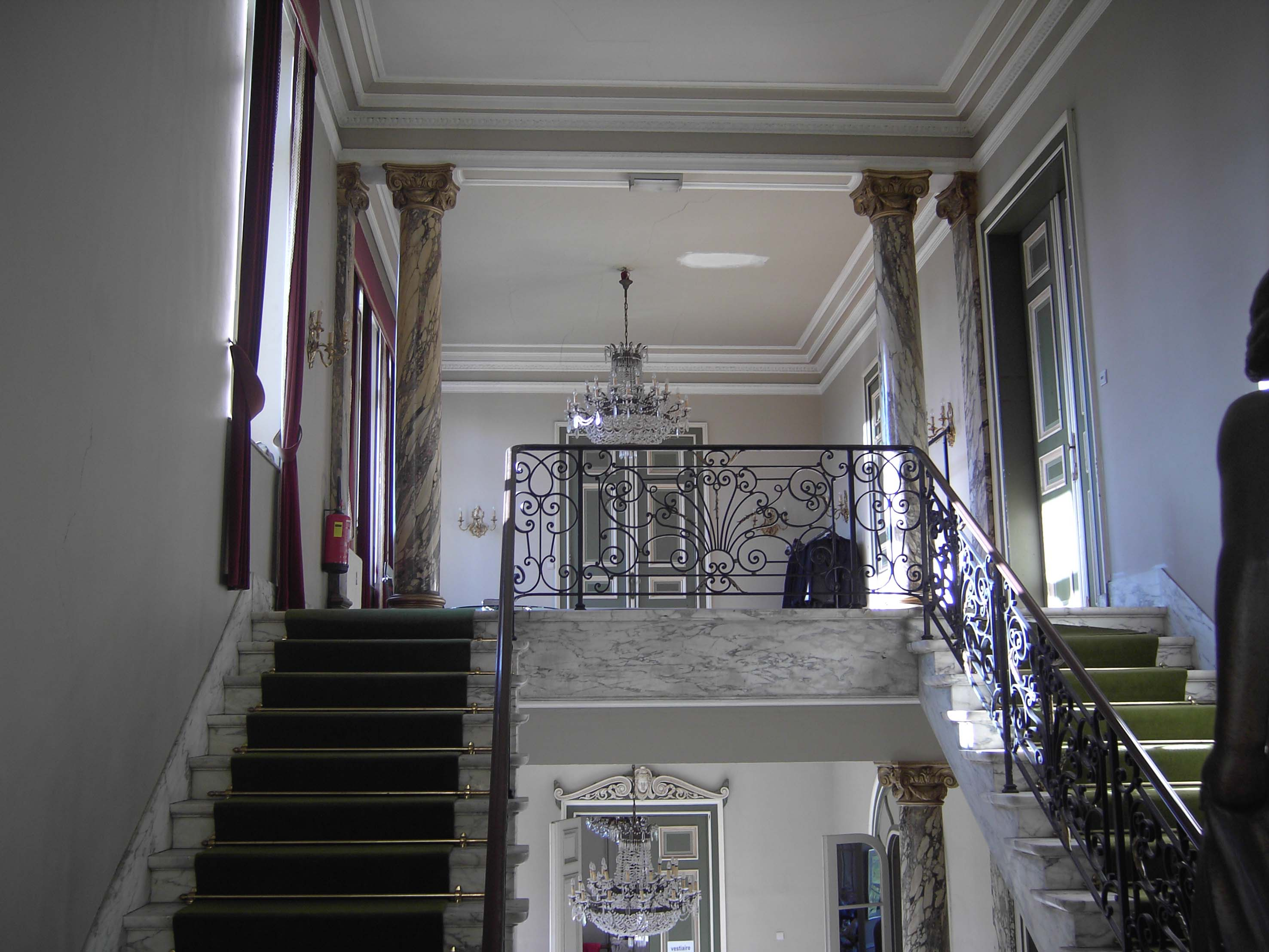
Binnenzicht kasteel

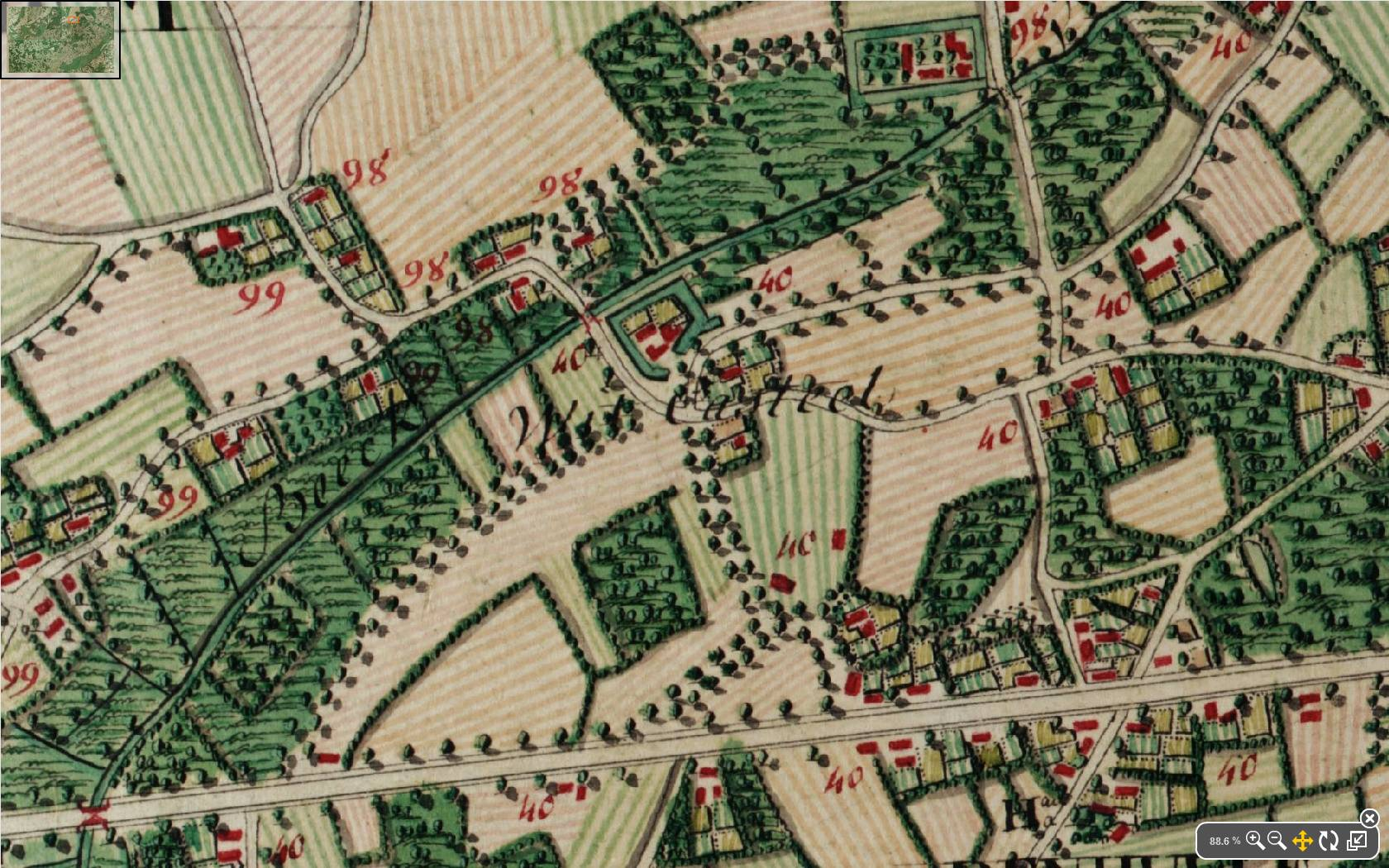
het kasteel op de Ferrariskaart. Duidelijk is ook de Kortrijksesteenweg te zien.

Het Kasteel Borluut is een kasteel in het Belgisch dorp Sint-Denijs-Westrem, een deelgemeente van Gent. Het kasteel bevindt zich in de Kleine Gentstraat, vlak bij het dorpscentrum. Sinds 1997 is het kasteel samen met het park en bijgebouwen en de kasteeldreef een beschermd monument.
Het gebied Borluut wordt voor het eerst vermeld in het leenboek van Sint-Pieters in 1411. Het was van Jakob Borluut en bleef in handen van de familie Borluut tot 1744. Op de Ferrariskaart staat het domein vermeld als ‘Wit Kasteel’.
Het huidige Kasteel Borluut kwam na verkoop in 1858 in bezit van de familie van graaf Balthazar Borluut d'Hoogstraete. Hij liet het door architect Joseph Van Damme verbouwen tot zomerverblijf. De toren kwam er pas in 1914 door de toenmalige eigenaar Lucien Morel de Boucle Saint-Denis.
De laatste particuliere eigenaars, jonkheer Mertens de Wilmars en zijn echtgenote Suzanne Morel de Boucle Saint-Denis (1920-2013), verkochten het kasteel met park en Lindendreef (richting Kortrijksesteenweg) aan de gemeente Sint-Denijs-Westrem. Na de fusie van de gemeenten kwam het in het bezit van de stad Gent. Die stelde het voormalige Château Blanc open voor het publiek en gaf het een culturele functie. De benedenverdieping wordt verhuurd aan culturele verenigingen. Op de eerste en tweede verdieping bevinden zich enkele ateliers van kunstenaars. Aan de inrichting is eigenlijk weinig veranderd en bij gebruik waant men zich 100 jaar terug in de tijd.

## Fotogalerij

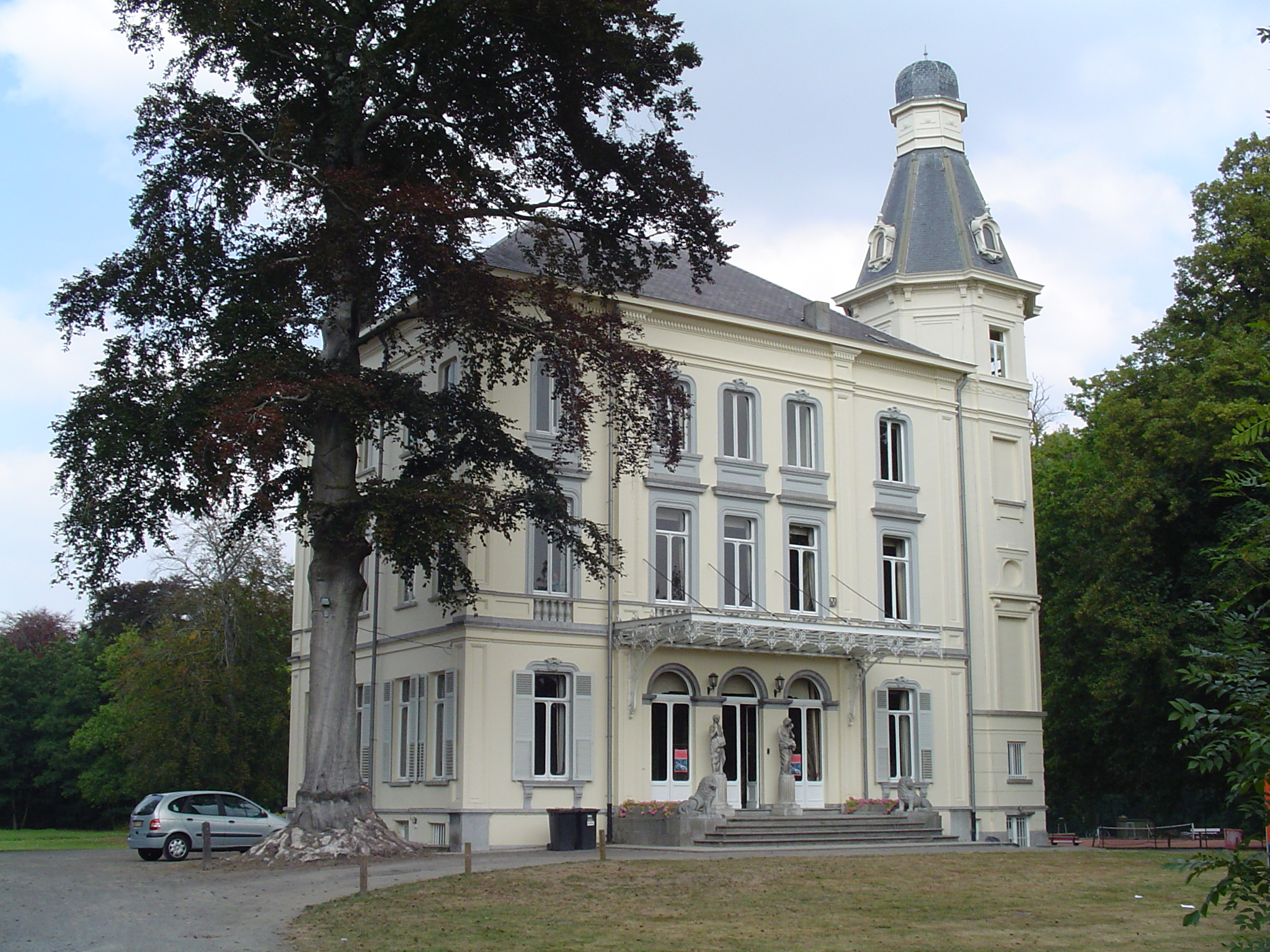
Kasteel Borluut in Sint-Denijs-Westrem. De boom links van het kasteel is nu verdwenen.